# Lola THL1
O  THL1  é o modelo da Lola da temporada de 1986 nas primeiras três provas da Fórmula 1. Foi guiado por Alan Jones e Patrick Tambay.

## Resultados[1]
(legenda) 
| Ano  | Chassi | Motor              | N° | Pilotos        | 1     | 2     | 3     | 4   | 5   | 6   | 7   | 8   | 9   | 10  | 11  | 12    | 13  | 14    | 15  | 16    | Pontos | Posição |  |
| ---- | ------ | ------------------ | -- | -------------- | ----- | ----- | ----- | --- | --- | --- | --- | --- | --- | --- | --- | ----- | --- | ----- | --- | ----- | ------ | ------- |  |
|      |        |                    |    |                |       |       |       |     |     |     |     |     |     |     |     |       |     |       |     |       |        |         |  |
|      |        |                    |    |                | BRA   | POR   | SMR   | MON | CAN | USE | FRA | GBR | GER | AUT | NED | ITA   | BEL | EUR   | RSA | AUS   |        |         |  |
| 1985 | THL1   | Hart 415T L4 Turbo | 33 | Alan Jones     |       |       |       |     |     |     |     |     |     |     |     | Ret G |     | Ret G | DNS | Ret G | 0      | NC      |  |
|      |        |                    |    |                |       |       |       |     |     |     |     |     |     |     |     |       |     |       |     |       |        |         |  |
|      |        |                    |    |                | BRA   | ESP   | SMR   | MON | BEL | CAN | EUA | FRA | GBR | GER | HUN | AUT   | ITA | POR   | MEX | AUS   |        |         |  |
| 1986 | THL1   | Ford GBA V6 Turbo  | 15 | Alan Jones     | Ret G | Ret G |       |     |     |     |     |     |     |     |     |       |     |       |     |       | 01 (6) | 8°      |  |
| 1986 | THL1   | Ford GBA V6 Turbo  | 16 | Patrick Tambay | Ret G | 8 G   | Ret G |     |     |     |     |     |     |     |     |       |     |       |     |       | 01 (6) | 8°      |  |

↑1  Jones e Tambay utilizaram o THL2 com motor Ford Turbo a partir do GP de San Marino (apenas Jones) até a Austrália marcando 6 pontos totais. Cheever substituiu Tambay no GP do Leste dos Estados Unidos, Detroit.